# Prinzipal (Orgel)

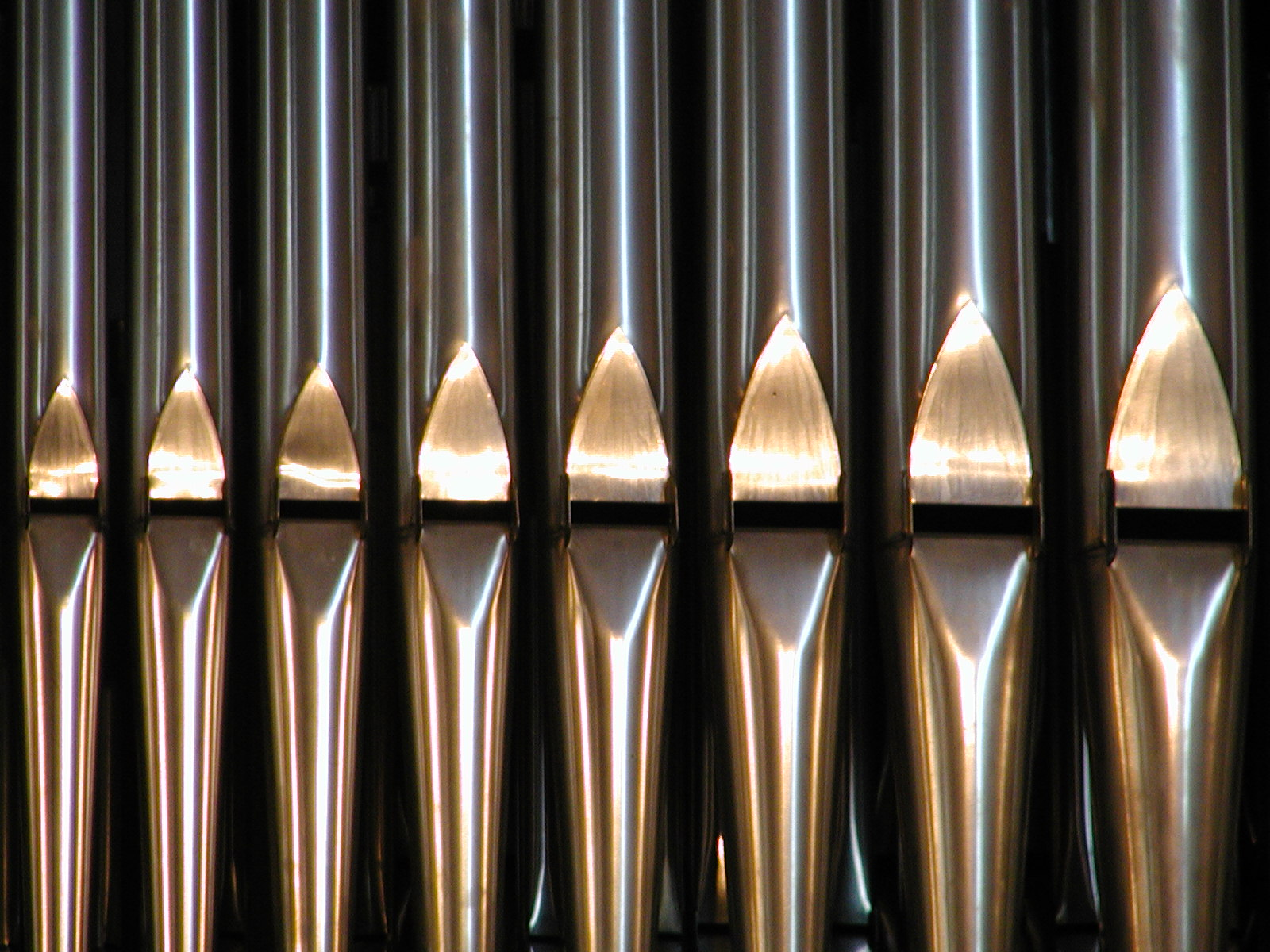
Prinzipalpfeifen im Prospekt einer Orgel

Das Prinzipal 16′ in einem Barock-Prospekt

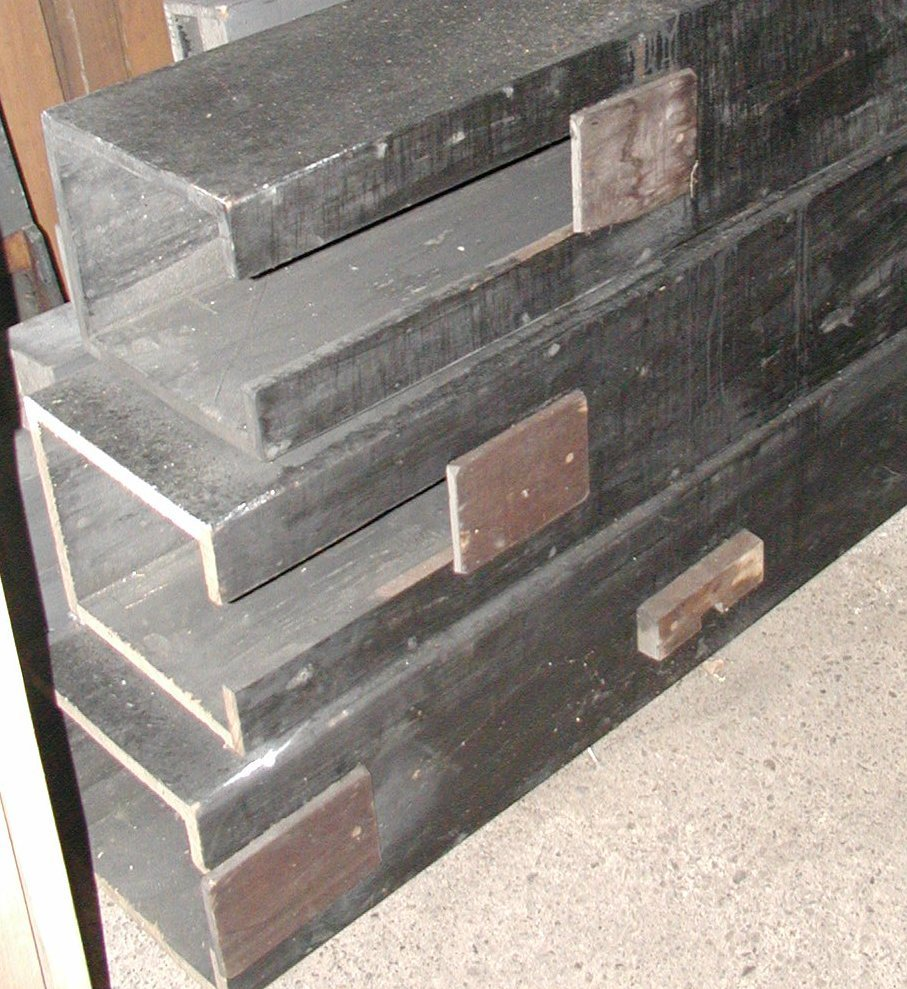
Prinzipale können auch aus Holz gebaut sein – hier Pfeifenmündungen mit Stimmvorrichtung eines Open Diapason 16′ (Pedalregister einer englischen Orgel)

Die Prinzipale (oder Principale – Genus im Deutschen Neutrum, engl.: (open) diapason, frz.: Montre, span.: Flautado) sind wichtige Orgelregister, sie bilden bei fast jeder Orgel das klangliche Rückgrat und zieren den Orgelprospekt. Prinzipale bestehen aus zylindrisch offenen Labialpfeifen mittlerer Mensur. Selbst Kleinorgeln (Positive) enthalten in aller Regel ein Prinzipalregister, das meist in 4′- oder 2′-Lage steht. Die Schreibweise Prinzipal kam in der späten Romantik auf und ist für die Zeit des Neobarock anzutreffen, im Barock war die Schreibweise Principal üblich, die auch heutzutage wieder zu beobachten ist.

## Geschichte
Erstmals wird die Bezeichnung „Principal“ in einem Vertrag aus dem Jahr 1386 über eine Orgel der Kathedrale von Rouen verwendet. Henri Arnaut de Zwolle beschreibt in seinem Traktat (um 1440) die doppelten Prinzipale (duplicia principalia) bereits für die mittelalterliche Blockwerkorgel und greift damit auf die Organum-Praxis der Musica enchiriadis (9. Jahrhundert) zurück. Bei größeren mittelalterlichen Orgeln, die über ein Hauptwerk und ein Rückpositiv verfügten, wurde das Hauptwerk auch Prinzipalwerk genannt. Im Brabanter Orgelbau stand entweder das doppelte Prinzipal des Diskant im Prospekt oder nur die zinnerne Pfeifenreihe (die andere war aus Blei gefertigt). Einzig in den Niederlanden blieb im 17. und 18. Jahrhundert die Tradition erhalten, den Praestanten im Diskant doppelt zu besetzen. In Brabant wurde im 15. Jahrhundert das Spiegelprinzipal entwickelt, deren Pfeifen in der Mitte zusammengelötet und kunstvoll ziseliert und bossiert sein konnten.
Seit dem 14. Jahrhundert war das Prinzipal auf einer eigenen Windlade von einem separaten Manual spielbar, so bei der berühmten Orgel des Domes zu Halberstadt von Nicolaus Faber (1361). Im 15. Jahrhundert waren das Prinzipalregister und der Hintersatz, also das volle Werk hinter den Prospektpfeifen, von einem einzigen Manual mittels Sperrventilen zu bedienen. Der Praestant der Orgel der Rysumer Kirche kann noch heute mithilfe eines Hebels beim Spieltisch an- oder abgeschaltet werden. Infolge der Registerscheidung entstanden zahlreiche synonyme Namen: Doef(f) und Prestant in den Niederlanden, Flöte(n) in Süddeutschland, Flautat und Flautado in Spanien, Montre in Frankreich und Open Diapason in England.
Im Hinblick auf die Mensur wiesen die Prinzipale aus romanischer Zeit (teils bis 1300) trotz unterschiedlicher Länge denselben Durchmesser auf („Taubenei-Mensur“). Ab etwa 1000 wurden die Mensuren veränderlich gestaltet, orientierten sich aber nach wie vor an der alten Fixmensur, sodass die Pfeifen im Bass verhältnismäßig schmal und im Diskant verhältnismäßig breit waren. Ab dem 16. Jahrhundert wurde eine Mensurprogression eingeführt, der das Verhältnis 3:5 von Durchmesser und Umfang zugrunde lag, was der späteren Normalmensur von Johann Gottlob Töpfer (1:1682 = 1:{\displaystyle {\sqrt[{4}]{8}}}) entsprach. Um 1900 wurden Prinzipalpfeifen mit Seitenbärten und im Bass mit Rollbärten versehen. Hans Henny Jahnn sprach sich 1925 unter Berufung auf Dom Bédos für eine weitere Mensur für das deutsche Prinzipal aus, worin ihm Christhard Mahrenholz 1927 folgte. Nach dem Zweiten Weltkrieg baute man wieder mit engerer Mensur, verzichtete aber auf eine starre Mensurprogression.

## Bauweise und Verwendung
Prinzipalregister sind meist die am stärksten intonierten Labialpfeifen einer Orgel. Sie stehen meistens im Prospekt bzw. dicht dahinter, um eine optimale Klangabstrahlung zu ermöglichen. Die Tatsache, dass Prospektpfeifen in aller Regel der Prinzipalfamilie entstammen, zeigt sich auch an der im deutschsprachigen Raum alternativ verwendeten Bezeichnung Praestant (lat. praestare – „voranstehen“) und dem französischen Montre (frz. montrer – „zeigen“); der Name Prestant ist im französischen Orgelbau zwar auch üblich, bezeichnen dort allerdings durchgehend die Oktave 4′. Das tiefste Prinzipalregister eines Teilwerks wird meistens als Prinzipal oder quasihomonym Praestant bezeichnet, die höheren als Oktave bzw. Superoktave. Prinzipalregister werden in den Fußtonlagen 32′ (üblicherweise im Pedal; bei sehr großen Orgeln sehr selten auch im Manual), 16′, 8′, 4′, 2′ und 1′ gebaut. Außerdem gibt es die Quinten 5 1⁄3′, 2 2⁄3′ und 1 1⁄3′ und auch Terz- und andere Teiltonregister in Prinzipalbauweise. Hinzu kommen die auch als Klangkronen bezeichneten Mixturen. Im Hauptwerk einer Orgel findet sich in aller Regel ein vollständiger Prinzipalchor (16′), 8′, 4′, (2 2⁄3′), 2', Mixtur; in den übrigen Teilwerken ist dies je nach Stil der Orgel nicht grundsätzlich der Fall. Prinzipale in 32′-Lage werden verhältnismäßig selten disponiert und sind dann beinahe immer dem Pedalwerk zugeordnet. Da diese Pfeifen sehr lang und schwer sind, werden sie, wenn sie im Inneren der Orgel stehen, oft aus Holz gebaut. Gelegentlich werden sie auch abseits der Orgel platziert. Das Geigenprinzipal ist ein eng mensuriertes Prinzipal in 16′- bis 4′-Lage mit Streicherklang.
typischer Klang eines 4' Praestant-Registers 708 kBⓘ

## Plenum
Das Prinzipalplenum, auch Labialplenum, Mixturplenum oder kurz Plenum genannt, ist eine Registrierung, die alle Prinzipalregister (inklusive Mixturen) eines Teilwerks vereint. Ein Prinzipalplenum gibt es in kleineren Orgeln nur im Hauptwerk, in größeren Orgeln auch in anderen Teilwerken. Eine typische Plenum-Registrierung ist z. B. Prinzipal 8′ + Oktave 4′ + Quinte 2 2⁄3′ + Superoktave 2′ + Mixtur (+ Zimbel). Ein Prinzipal 16′ kann dabei im Manual ergänzt werden. Bei Werken, die kein Prinzipalregister in 8′- oder 4′-Lage besitzen, werden diese Lagen durch andere Labialregister – beispielsweise Gedackt 8′ und Rohrflöte 4′ – ersetzt (Prinzipal-Stellvertreter).